# SS LIVES 〜Sound Schedule Live Tour "you can't beat that."〜
「SS LIVES 〜Sound Schedule Live Tour "you can't beat that."〜」（SSライブス サウンドスケジュールライブツアー ユーキャントビートザット）は、Sound Scheduleのライブビデオ。

## 概要
ボーナスCD付き。

## 収録曲
- DVD

1. 僕らの逃避行
2. スペシャルナンバー
3. 吠える犬と君
4. さらばピニャコラーダ
5. ヘイ!ヘイ!
6. 幼なじみ
7. 愛のかたち
8. コモリウタ
9. ことばさがし
10. 甘い夜
11. エピローグ
12. ピーターパン・シンドローム
13. 君という花
14. 今ココにあるもの
15. 結末のない二人
16. アンサー
17. コンパス

- CD

1. 甘い夜 (スタジオバージョン)